# Route nationale 753
Die Route nationale 753, kurz N 753 oder RN 753, war eine französische Nationalstraße, die von 1933 bis 1973 zwischen Cholet und Saint-Jean-de-Monts verlief. Ihre Länge betrug 99,5 Kilometer. In Saint-Jean-de-Monts hatte sie keinen Anschluss an eine andere Nationalstraße.